# Agenda (Apple)
Agenda (onder OS X Lion en ouder iCal) is een elektronische agenda die standaard aanwezig is in het besturingssysteem macOS en iOS. Ook was iCal het eerste programma voor macOS dat meerdere agenda's ondersteunt en deze direct kan publiceren naar een WebDAV-server.
Het programma kwam op 10 september 2002 uit als een gratis download voor Mac OS X 10.2. Latere versies werden standaard meegeleverd bij een nieuwe installatie.
Apple had de naam iCal in gebruik onder licentie van Brown Bear Software, die de naam iCal sinds 1997 bezit.
De ontwikkeling van iCal verliep anders dan normaal. Het programma werd namelijk in Parijs door een vriend van Steve Jobs ontwikkeld: Jean-Marie Hullot. Hij werkte in het geheim aan het project totdat het daarna net zoals alle andere programma's in Cupertino verder werd ontwikkeld.
Sinds de opkomst van mobiele Apple-apparaten is de Agenda ook te gebruiken op iPhones, iPads en Apple Watches, waar Agenda standaard op staat ingesteld. Bij het gebruik van een Apple Watch wordt Agenda gesynchroniseerd met de bijbehorende iPhone en iCloud (als dit ingesteld). 

## Functies
- Integratie met iCloud, en delen van kalenders door middel van WebDAV.
- Abonneren op kalenders van andere personen of bedrijven, bijvoorbeeld dagen waarop Nederland moet spelen in de Europa League.
- iCal maakt gebruik van iCalendar (versie 2). De voorganger van iCalendar, vCalendar, wordt niet ondersteund.

### Versie 3
- Automatische meldingen voor elke activiteit.
- Opnieuw ontworpen uiterlijk.
- Functie om alle meldingen voor activiteiten uit te schakelen.
- De datum op het icoon in het dock toont nu de huidige datum. (Hiervoor werd alleen 17 juli weergegeven, de dag van de introductie van iCal tijdens Macworld Expo in 2002)[3]

### Versie 4
- Ondersteuning voor Microsoft Exchange Server 2007.
- Automatische instellingen voor kalenderdiensten van Yahoo en Google.

### Versie 5
- Ondersteuning voor Microsoft Exchange Server 2010.
- Uiterlijk van het programma in lijn gebracht met de iPad-versie.
- Ondersteuning voor schermvullende weergave.
- Snel toevoegen van nieuwe activiteiten door middel van zinnen zoals 'Film op vrijdag om 19:00'.

### Versie 6
- De naam van het programma is nu Agenda.
- Zoeksuggesties voor activiteiten.
- Meldingen voor activiteiten in het berichtencentrum.
- Voeg bijlagen toe aan activiteiten binnen iCloud.